# (من همین حالا) در آغوشت جان دادم
(من همین حالا) در آغوشت جان دادم (انگلیسی: (I Just) Died in Your Arms) نخستین تک‌آهنگ از گروه پاپ راک بریتانیایی کاتینگ کرو بود که در سال ۱۹۸۶ منتشر شد. این بالاد احساسی موفق‌ترین ترانهٔ این گروه موسیقی است که در ایالات متحده آمریکا، کانادا، نروژ و فنلاند به رتبهٔ اول جداول موسیقی دست یافت و در بریتانیا، آفریقای جنوبی، سوئد و سوئیس هم جزء ۵ آهنگ برتر بود.
گفته می‌شود عبارت «من امشب در آغوشت جان دادم» که در متن ترانه آمده، در حین عشق‌بازی ترانه‌سرای آن نیک ون اید با دوست‌دخترش به ذهنش خطور کرده‌است و اشاره‌ای است به اصطلاح فرانسوی «لا پوتیت موغ» (فرانسوی: la petite mort‎) به معنای «مرگ مختصر» یا «مرگ زودگذر» که استعاره‌ای برای ارگاسم است.

## رتبه‌بندی

### جداول هفتگی موسیقی
جدول وارد شدهٔ غیرمجاز: هلندی۴۰|۹
| جدول موسیقی (۱۹۸۶–۱۹۸۷)                | بالاترین رتبه |
| -------------------------------------- | ------------- |
| استرالیا (گزارش موسیقی کنت)            | ۸             |
| اتریش (او۳ تاپ ۴۰ اتریش)               | ۹             |
| بلژیک (۳۰ تای برتر VRT فلاندرز)        | ۱۹            |
| تک‌آهنگ‌های برتر کانادا                  | ۱             |
| معاصر بزرگسالان RPM کانادا             | ۱۱            |
| فنلاند (جدول‌های رسمی فنلاند)           | ۱             |
| ایرلند (IRMA)                          | ۲             |
| نیوزیلند (ریکوردد میوزیک ان‌زد)         | ۵۰            |
| نروژ (وی‌جی-لیستا)                      | ۱             |
| آفریقای جنوبی (اسپرینگبوک)             | ۴             |
| سوئد (فهرست برترین‌های سوئد)            | ۲             |
| سوئیس (شوایزر هیت‌پاراد)                | ۴             |
| سینگل‌های بریتانیا (OCC)                | ۴             |
| بیلبورد هات ۱۰۰ ایالات متحده           | ۱             |
| ترک‌های آلبومی راک بیلبورد ایالات متحده | ۴             |
| بیلبورد معاصر بزرگسالان ایالات متحده   | ۲۴            |
| آلمان غربی (جدول‌های رسمی آلمان)        | ۴             |

| جدول موسیقی (۲۰۱۷)                   | بالاترین رتبه |
| ------------------------------------ | ------------- |
| لهستان (۱۰۰ آهنگ برتر ایرپلی لهستان) | ۴۲            |

### جداول پایان سال
| جدول (۱۹۸۶)                 | رتبه |
| --------------------------- | ---- |
| استرالیا (گزارش موسیقی کنت) | ۹۴   |
| تک‌آهنگ‌های بریتانیا (OCC)    | ۴۴   |

| جدول (۱۹۸۷)                 | رتبه |
| --------------------------- | ---- |
| استرالیا (گزارش موسیقی کنت) | ۹۰   |
| تک‌آهنگ‌های برتر کانادا (RPM) | ۷    |
| بیلبورد هات ۱۰۰             | ۳۲   |

## گواهینامه
| منطقه                                   | گواهی  | واحد گواهی‌شده/فروش |
| --------------------------------------- | ------ | ------------------ |
| کانادا (میوزیک کانادا)                  | پلاتین | ۸۰٬۰۰۰             |
| بریتانیا (بی‌پی‌آی)                       | طلا    | ۴۰۰٬۰۰۰            |
| رقم فروش+پخش جاری تنها بر پایهٔ گواهی‌ها. |        |                    |